# Диоген из Митилены
Диоген (др.-греч. Διογένης) — тиран Митилены на Лесбосе в 333—332 годах до н. э.
Диоген принадлежал к олигархам Митилены на Лесбосе. В отличие от простого народа олигархи Митилены были настроены проперсидски. После победы Александра Македонского при Гранике в 334 году до н. э. олигархи, в том числе и Диоген, были изгнаны из города. Однако изгнание Диогена продлилось недолго. Уже в следующем 333 году до н. э. персидский флот осадил Митилену и заставил её граждан сдать город. Персы расквартировали гарнизон под командованием Ликомеда, а тираном Митилены назначили Диогена. Одновременно они получили городскую казну и ограбили горожан.
Вскоре на усиление гарнизона Митилены прибыл знаменитый военачальник Харес с двумя тысячами наёмников. Однако видя бесперспективность дальнейших военных действий, он в 332 году до н. э. сдал город македонянам под командованием Гегелоха и Амфотера, предварительно выговорив себе право беспрепятственно покинуть остров. Диоген попал в плен и был доставлен в 332/331 году до н. э. в Египет к Александру. Македонский царь отправил Диогена в Митилену, чтобы жители города поступили со своим бывшим тираном по своему усмотрению. Предположительно, у себя на родине в Митилене Диоген был приговорён к смертной казни.